# Surakarta (Suranenggala)
Surakarta is een bestuurslaag in het regentschap Cirebon van de provincie West-Java, Indonesië. Surakarta telt 4133 inwoners (volkstelling 2010).